# Mauro De Pellegrini
Mauro De Pellegrini (nascido em 10 de outubro de 1955) é um ex-ciclista italiano. Competindo pela Itália nos 100 km contrarrelógio por equipes, ele terminou em quinto lugar nos Jogos Olímpicos de Moscou 1980.